# Bonaventura Belluto

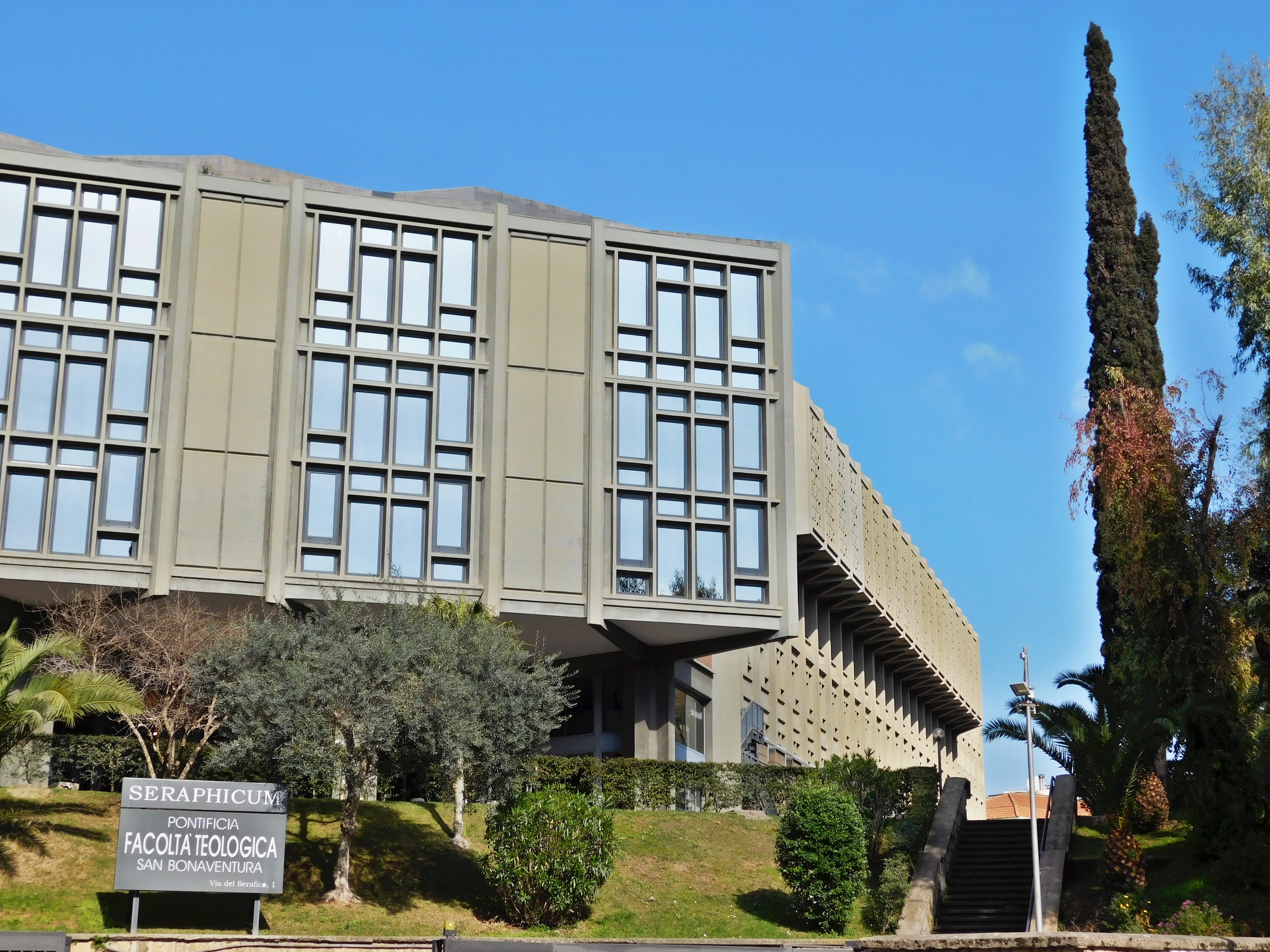
Seraphicum Rome, 20e eeuw

Bonaventura Belluto of Belluti (Catania, circa 1600 – aldaar, 18 mei 1676) was een minoriet-franciscaans geestelijke, filosoof en docent theologie bij zijn orde. 
Door zijn toedoen en deze van een andere minoriet Bartolomeo Mastri werd de middeleeuwse leer van de franciscaan Johannes Duns Scotus, het ‘scotisme’, verspreid in Italië. De twee theologen voelden aan dat de moderne tijdgeest van wetenschap nood had aan het theologisch concept van de vrije wil zoals het scotisme aanbood. Belluto verspreidde het scotisme over heel Sicilië. Het koninkrijk Sicilië behoorde destijds tot het Spaanse Rijk.

## Levensloop
Na de studie van burgerlijk recht aan de universiteit van Catania op Sicilië, trad Belluto in bij de franciscanen-minorieten in Catania (1621). Hij voltooide de studies van filosofie en theologie. De laatste jaren van zijn studies volgde hij in Rome, in de Pontificia Facultas Theologica Sancti Bonaventurae, kortweg Seraphicum genoemd. Dit is een pauselijke universitaire instelling geleid door de franciscanen. In het Seraphicum leerde hij Bartolomeo Mastri kennen, met wie hij vele jaren van zijn leven samenwerkte.
Samen met Mastri hield Belluto pleidooien voor de filosofische leer van Johannes Duns Scotus van vier eeuwen eerder. Duns was een Schots franciscaan. Duns gaf in zijn filosofisch concept de vrije wil een plaats, wat  de franciscanen ‘scotisme’ noemden. Destijds streek Duns tegen de haren in van de thomisten. Doch in de tijd van Belluto en Mastri ging dit in tegen de verkondigingen van jezuïeten. Zowel Belluto als Mastri voegden het scotisme toe in hun lessen in de minorietenkloosters van Cesena, vervolgens Perugia en ten slotte in Padua (1638-1641) in de republiek Venetië. De lessen over het scotisme trokken de aandacht van theologen buiten de kloostermuren der minorieten. Het was in de periode in Padua dat hun nieuwe theologische cursus vorm kreeg.
In 1641 gingen de wegen van Belluto en Mastri uiteen. Belluto keerde terug naar het klooster in Catania, Sicilië. Belluto werd in 1645 bevorderd tot provinciaal overste der minorieten voor Sicilië en Malta. Tevens was hij vele jaren adviseur voor de Inquisitie in Palermo. 
Terwijl Mastri verdere theologische werken publiceerde, geraakten Belluto’s manuscripten niet af.

## Werken
De boeken van Belluto en Mastri waren in het Latijn geschreven. 
- De twee minorieten publiceerden eerst een kort essay over de logica: Institutiones logicae, qua vulgo Summulas vel logicam parvum nuncuparant. De eerste versie is niet bewaard. Een latere versie uit Venetië, 1646 is wel behouden gebleven.
- Vervolgens verscheen Deel I van hun theologische cursus in boekvorm: Disputationes in Aristotelis libros physicorum, quibus ab adversantibus…Scoti philosophia vindicatur (Rome, 1637; Venetië, 1639). Het was hun cursus voor jonge minorieten, waarin ze het scotisme steunden. Het boek werd verkocht buiten de kloostermuren aan theologen van andere kloosterordes en ook aan jezuïeten.
- Het vervolg op dit boekdeel waren andere boeken waarvan de titel ook begon met Disputationes, namelijk Disputationes in libros de generatione et corruptione (Venetië 1640; 1652; 1659) en Disputations in Libros de Anima (Venetië 1640; 1652; 1671).
- Al deze boekdelen werden later in een cursusboek gebundeld onder de titel Cursus integer philosophiae ad mentem Scoti (Venetië 1678; 1688; 1708; 1727); het bevatte de volledige theologische cursus die beide minorieten doceerden.
- Na zijn dood in 1676 publiceerden enkele medebroeders Belluto's geschriften onder de titel Liber moralium opusculorum atque resolutieum miscellaneo apparatu digestorum (Catania 1679).